# Anicuns
| \| Anicuns (Goiás) \| |
| Lage in Brasilien     |
| Anicuns (Goiás)       |

| Anicuns (Goiás) |

Anicuns, amtlich Município de Anicuns, ist eine brasilianische, politische Gemeinde im Bundesstaat Goiás in der Mesoregion Zentral-Goiás und in der Mikroregion Anicuns. Sie liegt westlich der brasilianischen Hauptstadt Brasília und von Goiânia, der Hauptstadt des Bundesstaates.
Zur Gemeinde Anicuns gehören auch die Ortschaften Bairro dos Gomes, Capelinha und Choupana.

## Geographische Lage
Anicuns (Goiás) grenzt
- im Norden an die Gemeinden Mossâmedes und Americano do Brasil
- im Osten an Itaberaí und Avelinópolis
- im Süden an Nazário und Turvânia
- im Westen an São Luís de Montes Belos und Adelândia
- im Nordwesten an Sanclerlândia